# Amegilla salteri
Amegilla salteri är en biart som först beskrevs av Cockerell 1905.  Amegilla salteri ingår i släktet Amegilla och familjen långtungebin. Inga underarter finns listade i Catalogue of Life.